# ساحل داگ
ساحل داگ (انگلیسی: Doug Beach; ۲ فوریهٔ ۱۹۲۰ – اوت ۲۰۰۶) بازیکن فوتبال اهل بریتانیا بود.
از باشگاه‌هایی که در آن بازی کرده‌است می‌توان به باشگاه فوتبال شفیلد ونزدی، باشگاه فوتبال کولچستر یونایتد، باشگاه فوتبال بیگلسوید تاون، باشگاه فوتبال لوتون تاون، باشگاه فوتبال ساوتند یونایتد، و باشگاه فوتبال چلمزفورد سیتی اشاره کرد.